# Pise (Élide)
Pour les articles homonymes, voir Pise (homonymie).
Pisa, ou Pise dans sa forme francisée (en grec ancien Πῖσα), est une ancienne cité grecque située en Élide dans le Péloponnèse. Ses habitants étaient appelés les Pisates et le territoire qu'elle contrôlait se nommait la Pisatide.

## Emplacement
La ville de Pisa se trouvait en Élide, non loin d'Olympie, mais son emplacement précis n'est pas connu. Pisa est parfois confondue avec Olympie par les auteurs anciens : le poète lyrique archaïque Pindare identifie souvent Pise à Olympie, et Hérodote, en donnant des équivalents de distances au cours de sa description de l'Égypte, semble placer au même endroit la ville de Pise et un temple de Zeus Olympien qui, à son époque, ne peut être que le celui d'Olympie,. Pausanias le Périégète, qui voyage en Grèce au IIe siècle, situe Pisa tout près d'Olympie, vers l'est, une fois que le voyageur traverse le fleuve Cladéos ; il précise que le territoire des Pisates était autrefois séparée de l'Arcadie par un cours d'eau appelé Diagon, qui, partant d'une montagne nommée Sauros, coulait vers le nord et allait se jeter dans l'Alphée. À l'époque de Pausanias, l'ancien emplacement de Pise est alors occupé par des vignes. Une scholie à Pindare, qui cite l'historien Polémon, affirme que Pisa aurait été entourée de hauteurs. Le géographe Strabon situe Pisa sur une colline entre deux montagnes, l'Ossa et l'Olympos.
À l'époque archaïque, Pisa contrôlait le territoire environnant, appelé la Pisatide. La Pisatide comprenait Olympie, le site des jeux olympiques de l'Antiquité.

## Histoire
La date de la fondation de Pisa et les débuts de son histoire sont mal connus. Pausanias rapporte qu'on disait qu'elle avait été fondée par un certain Pisos, fils de Périérès, fils d'Aiolos. Pisos était représenté sur le coffre de Kypsélos, offrande conservée dans le temple de Zeus à Olympie et connue par la description qu'en fait Pausanias.
Pausanias rapporte qu'au cours de l'époque archaïque, Pisa rivalise avec Élis dans l'organisation des jeux olympiques antiques au sanctuaire d'Olympie : cette rivalité conduit à des célébrations concurrentes des jeux par Pisa en même temps que ceux présidés par Élis, et finit par provoquer une expédition éléenne contre Pisa, qui est alors détruite. Il convient cependant de nuancer le propos de Pausanias, qui se fonde manifestement sur des sources éléennes présentant une version des faits favorable à Élis et dans laquelle les Pisates sont présentés comme les usurpateurs. La date de ces événements et de la destruction de Pisa n'est pas aisée à établir ; elle semble se produire, selon Anne Jacquemin, quelque part au cours de la seconde moitié du IVe siècle av. J.-C..

## Mythologie
Dans la mythologie grecque, Pisa a pour roi Œnomaos, lequel est détrôné par Pélops, qui est le premier à remporter la course de chars que le roi imposait comme épreuve aux prétendants à la main de sa fille Hippodamie.

### Sources anciennes
- Pausanias, Description de la Grèce, tomes V et VI (L'Élide I et II), texte établi par Michel Casevitz, traduit par Jean Pouilloux et commenté par Anne Jacquemin, Paris, Belles Lettres, Collection des universités de France, 2002.

### Études savantes
- M. Nafissi, « La prospettiva di Pausania sulla storia dell'Elide : la questione pisate », dans D. Knœpfler, M. Piérart (éd.), Éditer, traduire, commenter Pausanias en l'an 2000, Neuchâtel, 2001, p. 301-321.
- W. Smith (dir.), Dictionary of Greek and Roman Geography, 1854, article « Pisa » [lire en ligne].